# Vouarana guianensis
Vouarana guianensis är en kinesträdsväxtart som beskrevs av Jean Baptiste Christophe Fusée Aublet. Vouarana guianensis ingår i släktet Vouarana och familjen kinesträdsväxter. Inga underarter finns listade i Catalogue of Life.